# Émile Jungfleisch

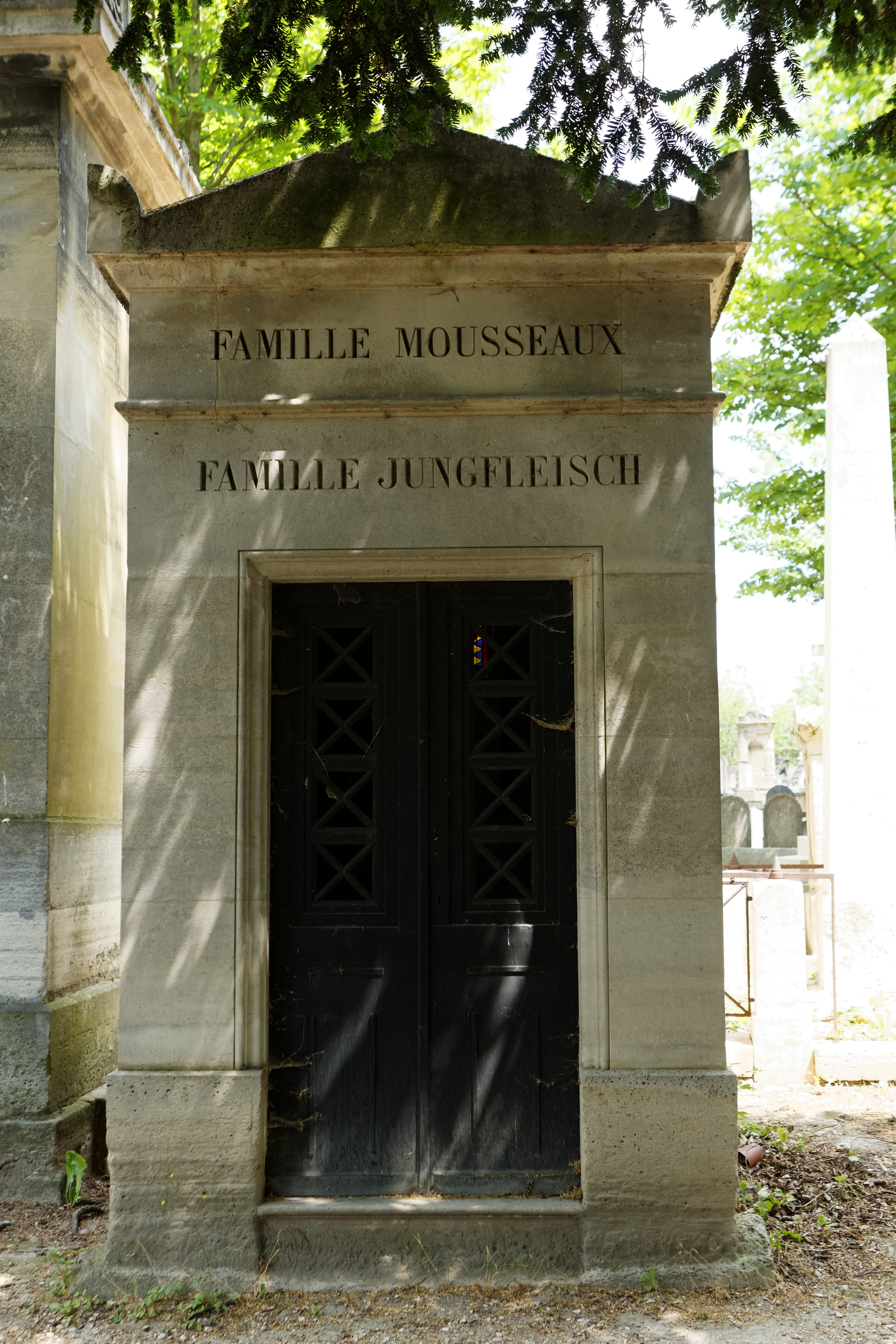
Familiengrab Jungfleisch auf dem Friedhof Père-Lachaise

Émile Clément Jungfleisch (* 21. Dezember 1839 in Paris; † 24. April 1916) war ein französischer Chemiker und Pharmakologe.

## Leben
Jungfleisch war der Sohn eines Fabrikanten für Möbelteile. Die Familie stammte aus Lothringen.  Er war ein begabter Schüler und ging nach dem Bakkalaureats-Abschluss in die Apothekerlehre in Paris und auch in Heidelberg. Außerdem besuchte er die École supérieure de pharmacie. Er war dort (wie auch am College de France) Assistent von Marcellin Berthelot. Danach gewann er nach einem Wettbewerb 1863 einen Ausbildungsplatz (Intern) in einem der Pariser Krankenhäuser, wobei er überwiegend am Hopital de la Pitié war, wo er sich bei einer Cholera-Epidemie so auszeichnete, dass ihm die Studiengebühren erlassen wurden. Anschließend studierte er an der Sorbonne mit einem Lizenziats-Abschluss in physikalischen Wissenschaften (sciences physiques, worunter auch die Chemie fiel) 1866 und der Promotion 1868 (Recherches sur les dérivés chlorés de la benzine, über chlorierte Derivate des Benzol). 1869 erhielt er sein Apotheker Diplom mit der Arbeit Recherches sur les anilines chlorées. Danach war er Präparator für Chemie an der École supérieure de pharmacie, wobei er auch schon in Vertretung von Berthelot Vorlesungen über organische Chemie hielt, Chef des travaux publiques de première année war (die Professur für Chemie, für die er sich beworben hatte, war 1873 an Alfred Riche (1829–1908) gegangen) und 1876 Professor für organische Chemie wurde. Gleichzeitig war er Repetitor und Konservator der wissenschaftlichen Sammlungen an der École polytechnique, er wurde aber in der Professur zugunsten von Edouard Grimaux (1835–1900) übergangen, weshalb er 1881 seine Stellung dort aufgab zugunsten einer Karriere an der Ecole superieure de pharmacie. Außerdem lehrte er ab 1888 am Conservatoire des Arts et Métiers, wo er 1890 in Nachfolge von Eugène Péligot die Professur für Chemie in Verbindung zur Industrie erhielt. 1908 wurde er als Nachfolger seines Lehrers Berthelot Professor für Chemie am Collège de France, was er bis 1916 blieb.
1909 wurde er Mitglied der Académie des Sciences und 1913 Ehrenmitglied (Honorary Fellow) der Royal Society of Edinburgh. Er war seit 1859 in der Pariser Chemischen Gesellschaft (Société chimique de Paris), der späteren Französischen Chemischen Gesellschaft. 1874 und 1878 war er deren Vizepräsident und 1879 deren Präsident. 1883 wurde er Präsident der Société de Pharmacie de Paris. 1880 wurde er Mitglied der Académie nationale de Medecine. 1882 wurde er Mitglied der Kommission für öffentliche Gesundheit und Hygiene des Departements de la Seine (Conseil d´hygiène publique et de salubrité du département de la Seine) und 1890 deren Vizepräsident. 1872 erhielt er den Prix Jecker für organische Chemie der Académie des Sciences. 1880 wurde er Ritter und 1908 Offizier der Ehrenlegion. 1889 wurde er Mitglied der Internationalen Kommission für chemische Nomenklatur.
Jungfleisch wurde vor allem bekannt durch die Synthese optisch aktiver Moleküle (zuerst der Weinsäure), von denen man nach den Forschungen von Louis Pasteur damals eigentlich erwartete, dass dieses lebenden Organismen vorbehalten war. Für diese Arbeiten von 1872/73 erhielt er den Prix Jecker. 1884 antwortete er auf die Kritik von Pasteur an seinen Ergebnissen.  In der anorganischen Chemie entwickelte er zum Beispiel ein industrielles Verfahren zur Reduktion von Nitro-Verbindungen mit Zinnsalzen und war als Mitarbeiter von Paul Émile Lecoq de Boisbaudran an der Isolierung von Gallium (1876) in großem Maßstab beteiligt. In der Lehre war er wie sein Lehrer Berthelot der Atomtheorie gegenüber skeptisch eingestellt und führte sie erst in der letzten Auflage seines Traité élémentaire de la chimie organique (mit Berthelot) ein.
Zu seinen Schülern gehörte Jacques Curie, Eugène Léger und Marcel Delépine. Er war seit 1874 mit Marguerite Aboulard verheiratet, hatte aber keine Kinder. Seine Witwe stiftete 1943 den Prix Émile Jungfleisch der Académie des Sciences für organische Chemie oder Biochemie, der (Stand 2013) mit 120.000 Euro dotiert ist.
Jungfleisch, der perfekt Deutsch sprach, übersetzte auch Arbeiten deutscher Chemiker ins Französische. 1869 bis 1910 hatte er eine Rubrik im Journal de pharmacie et de chimie, in der er über die Fortschritte im Ausland berichtete.

## Schriften
- mit Marcellin Berthelot Traité élémentaire de la chimie organique, Paris, Dunod, 1872, 4. Auflage 1908
- Manipulations de chimie. Guide pour les travaux pratiques de chimie de l´École superiéure de pharmacie de Paris, 2 Bände, Ballières, Paris 1886, 2. Auflage 1893 (1888 ins Spanische übersetzt)